# Brian Azzarello
Brian Azzarello (Cleveland, Ohio, 11 de agosto de 1962) é um roteirista de quadrinhos norte-americano, mais conhecido por seus trabalhos em 100 Balas, Mulher-Maravilha, Coringa, Hellblazer e Cavaleiro das Trevas III.
Azzarello, junto com o desenhista Eduardo Risso, é o autor de 100 Balas, série vencedora de três prêmios Eisner. Azzarello é casado com a artista Jill Thompson.

## Carreira
Brian Azzarello ganhou destaque com a série 100 Balas, em parceria com o artista Eduardo Risso. Lançada entre 1999 e 2009 pela Vertigo, o enredo segue o enigmático agente Graves, que por razões desconhecidas oferece a diferentes pessoas uma arma e 100 balas não rastreáveis para se vingar daqueles que destruíram suas vidas. Por 100 Balas Azzarello e Risso venceram o Eisner Award de 2001 de melhor história seriada pelas edições 15 a 18 da série, além de dois Einers de melhor série continuada.
No início da década de 2000, Brian Azzarello subitamente assumiu o posto de escritor em Hellblazer, após Warren Ellis se demitir do título. Azzarello também fez trabalhos para a Marvel Comics, nomeadamente as minisséries Banner e Cage, ambas em parceria com o desenhista Richard Corben.  Em 2005, lançou a série Loveless, no selo Vertigo.
Azzarello e o artista Lee Bermejo (com quem já havia trabalhado na minissérie Lex Luthor: Homem de Aço) lançaram a graphic novel Coringa, em 2008. Foi o roteirista responsável pelo relançamento da revista da Mulher-Maravilha na fase Os Novos 52, colaborando com o artista Cliff Chiang. Sua fase durou das edições 1 à 35 da série. Brian Azzarello foi selecionado pela DC Comics para escrever duas minisséries de Antes de Watchmen focadas nos personagens Rorschach e Comediante, em 2012.
Em 2015, a DC Comics anunciou Azzarello como corroteirista  de Cavaleiro das Trevas III: A raça superior, terceira parte da clássica saga de Frank Miller.
Em 2018, retomou a parceria com o artista Lee Bermejo na minissérie Batman: Damned. O quadrinho gerou controvérsia ao apresentar um nu frontal do personagem. Mesmo tendo sido publicada no DC Black Label, um selo voltado para quadrinhos adultos, a polêmica levaria a DC Comics a censurar a cena em novas impressões.